# Radosław Rusnak
Radosław Tomasz Rusnak (ur. 29 grudnia 1978 we Wrocławiu) – doktor habilitowany nauk humanistycznych, nauczyciel akademicki Uniwersytetu Warszawskiego, historyk literatury polskiej, specjalista w zakresie literatury XVI-XVII wieku, wydawca, tłumacz.

## Życiorys
Absolwent I Liceum Ogólnokształcącego im. Danuty Siedzikówny „Inki” we Wrocławiu. W 2002 ukończył studia polonistyczne na Wydziale Filologicznym Uniwersytetu Wrocławskiego. Tytuł zawodowy magistra filologii polskiej uzyskał na podstawie pracy magisterskiej pt. „Strage de gl' Innocenti” Giambattisty Marina w anonimowym polskim tłumaczeniu napisanej pod kierunkiem prof. dr hab. Ludwiki Ślękowej. Stopień naukowy doktora nauk humanistycznych w dyscyplinie literaturoznawstwo uzyskał w 2006 na podstawie rozprawy pt. Polskie przekłady tragedii Seneki od XVI do XVIII wieku na tle europejskim napisanej pod kierunkiem prof. dr hab. Ludwiki Ślękowej. W 2007 ukończył na Wydziale Filologicznym Uniwersytetu Śląskiego studia magisterskie w zakresie filologii włoskiej. W 2020 r. na podstawie rozprawy „Elegii ksiąg czworo” Jana Kochanowskiego – w poszukiwaniu formuły zbioru (Warszawa 2019) uzyskał stopień naukowy doktora habilitowanego nauk humanistycznych w dyscyplinie literaturoznawstwo.
Od 2008 zatrudniony na stanowisku asystenta w Zakładzie Literatury i Kultury Epok Dawnych w Instytucie Literatury Polskiej Uniwersytetu Warszawskiego. Od 2010 zatrudniony tamże na stanowisku adiunkta. Członek redakcji półrocznika „Barok. Historia-Literatura-Sztuka” (od 2024 - redaktor naczelny).

## Zainteresowania naukowe
Zainteresowania naukowe Radosława Rusnaka koncentrują się wokół włosko-polskich związków literackich, dramatu renesansowego, twórczości Jana Kochanowskiego i edytorstwa literatury dawnej.

## Życie prywatne
Mieszka na warszawskim Mokotowie.

## Ważniejsze publikacje
- „Żywot Józefa” Mikołaja Reja dramatem o naturze miłości, w: Mikołaj Rej w pięćsetlecie urodzin. Studia literaturoznawcze, red. J. Sokolski, M. Cieński, A. Kochan, Wrocław 2007.
- Seneka-Kochanowski, Kochanowski-Seneka, „Pamiętnik Literacki” 99 (2008), z. 3, s. 35-55.
- Seneca noster. Część I: Studium o dawnych przekładach tragedii Seneki Młodszego, Warszawa 2009, ss. 347.
- F. Furlan, Dwujęzyczność Leona Battisty Albertiego, tł. R. Rusnak, „Odrodzenie i Reformacja w Polsce” 53 (2009), s. 89-108.
- Cztery staropolskie wersje Senecjańskiej pieśni „Quis vos exagitat furor”, „Pamiętnik Literacki” 2011, nr 4, s. 59–79.
- „Virgo contra virum”. Kategoria płci w „Pentesilei” Szymona Szymonowica, w: Wojny, bitwy i potyczki w kulturze staropolskiej, red. W. Pawlak, M. Piskała, Warszawa 2011.
- Giambattista Marino – Anonim, O zabiciu Młodzianków, wyd. Radosław Rusnak, Warszawa, Instytut Badań Literackich, 2012, ss. 412.
- J. Krajewski, Chimera albo historyja o jej zwalczeniu (1604), oprac. J. Kroczak i R. Rusnak, w: „Umysł stateczny i w cnotach gruntowny”. Prace edytorskie dedykowane pamięci Profesora Adama Karpińskiego, red. naukowa R. Grześkowiak, R. Krzywy, Warszawa 2012, s. 57-73.
- Wątki Trissińskie w „Cabirii” (1914) Giovanniego Pastrone, superprodukcji włoskiego kina niemego, w: Pamięć i zapomnienie w dawnych literaturach romańskich, red. W. K. Pietrak, K. A. Kula, Łódź 2013.
- Jan Alan Bardziński — dominikanin, kaznodzieja, tłumacz. Próba nakreślenia sylwetki twórczej, „Tematy i Konteksty” 4(9) (2014), s. 203-224.
- Parenetyczny aspekt starotestamentalnych adaptacji pióra Samuela Dowgirda z Pogowia, „Barok. Historia-literatura-sztuka” 43 (2015), nr 1.
- Krzysztof Stanisław Zawisza, Miłość bez odmiany mocna jako śmierć, oprac. Radosław Rusnak, Warszawa, Sub Lupa, Warszawa 2015, ss. 160.
- Męczeństwo siedmiu braci machabejskich i ich matki w świetle chrześcijańskiej tradycji hagiograficznej, „Tematy i Konteksty” 6 (11) (2016), s. 91-125.
- Kwestia społecznej roli kobiety jako niedoceniony problem dramatu późnego renesansu w Polsce, w: Od mistyczki do komediantki. Kobiety Europy epok dawnych — źródła i perspektywy, red. J. Godlewicz-Adamiec, P. Kociumbas, M. Sokołowicz, Warszawa 2016.
- Stanisław Morsztyn, Hippolit. Andromacha, wyd. Michał Bajer, Radosław Rusnak, Warszawa, Instytut Badań Literackich, 2016, ss. 399.
- Gian Giorgio Trissino, Sofonisba, przeł. Radosław Rusnak, w: Dramaturgia włoska XVI wieku, red. Jolanta Dygul, Marta Wojtkowska-Maksymik, Warszawa 2017[2].
- Fraszka „Na Historyją trojańską” (II 74) Jana Kochanowskiego: niejasności, znaki zapytania, „dubia”, „Pamiętnik Literacki” 109 (2018), z. 4, s. 111-118.
- Lukian z Samosaty, Jan Alan Bardziński, Tragedyja o podagrze, wyd. R. Rusnak, „Barok” 2018, nr 49–50, s. 215–246.
- „O, jakie nieszczęśliwe niewiasty się rodzą”. „Jeftes” Buchanana-Zawickiego na tle szesnastowiecznych sporów o godność kobiety, [w:] Biblia w dramacie, red. E. Jakiel, Gdańsk 2018.
- „Elegii ksiąg czworo” Jana Kochanowskiego – w poszukiwaniu formuły zbioru, Warszawa 2019.
- Na co zmarła Orszula Kochanowska? O interpretacyjnym potencjale jednej metafory, „Pamiętnik Literacki” 111 (2020), z. 2, s. 183–188.
- “The Lord of Grief and Comfort is but One”: Thoughts on the Biblical Language in Jan Kochanowski’s Poetry, w: Beyond Devotion Religious and Literary Communities in the 16th and 17th Century Polish-Lithuanian Commonwealth. Texts and Contexts, eds. Łukasz Cybulski, Kristina Rutkovska, Göttingen, Vandenhoeck & Ruprecht, 2022, s. 39-63.
- Zygmunt II August i kultura jego czasów. W pięćsetlecie urodzin ostatniego Jagiellona na polsko-litewskim tronie, red. Radosław Rusnak, Wydawnictwa Uniwersytetu Warszawskiego, Warszawa 2022.
- Warneńczyk uwielbiony, czyli o miejscu "Fragmentum XXI" względem "Satyra" i innych politycznych utworów Jana Kochanowskiego, [w:] Zygmunt II August i kultura jego czasów. W pięćsetlecie urodzin ostatniego Jagiellona na polsko-litewskim tronie, red. R. Rusnak, Wydawnictwa Uniwersytetu Warszawskiego, Warszawa 2022, s. 230-261.